# اوهیا
اوهیا (به لاتین: Ohiya) یک منطقهٔ مسکونی در سری‌لانکا است که در استان یووا واقع شده‌است.